# Сё Хаси
Сё Хаси (яп. 尚泰 Сё Хаси, 1371 - 1 июня 1439) — первый ван государства Рюкю династии Сё (1422—1439).

## Биография

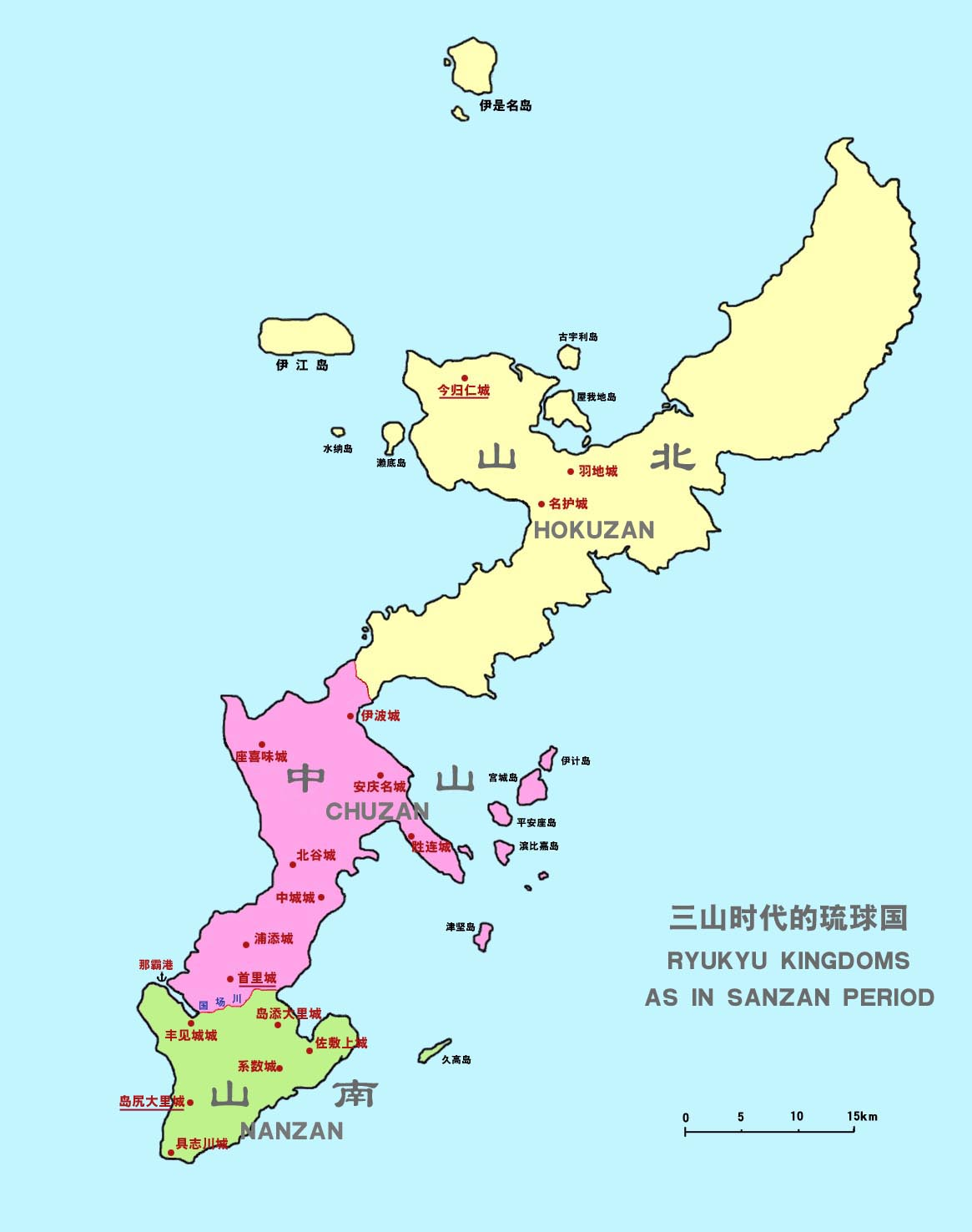
Окинавские княжества Хокудзан, Тюдзан, Нандзан

Сё Хаси был старшим сыном Сё Сисё (1354—1421), 11-го вана Тюдзана в 1407—1421 годах. В качестве адзи (военного лидера) района Сасики Маири он проявил себя как способный политик и администратор. В 1402 году Сё Хаси возглавил успешный мятеж против адзи района Азато.
В 1406 году Сё Хаси отстранил от престола вана Тюдзана Бунэя (1398—1406) и посадил на вакантный королевский престол своего отца Сё Сисё (1406—1421).
Сё Хаси курировал расширение и укрепление замка Сюри, который в будущем стал столицей королевства Рюкю.
Сё Хаси проводил политику по объединению острова Окинава, разделенного на три княжества (Хокудзан, Тюдзан и Нандзан). Первой целью стала королевство Хокудзан, где тогда правил ван Хананчи (1401—1416). На стороне Тюдзана перешли три адзии королевства Хокудзан, предав своего сюзерена. Во главе войска своего отца Сё Хаси выступил в поход на Хокудзан и осадил замок Накидзин, резиденцию вана. После ожесточенного и безуспешного сопротивления замок был взят, а ван Хананчи вместе со своими близкими слугами покончил с собой. Княжество Хокудзан вошло в состав владений Сё Сисё, отца Сё Хаси.
В 1421 году после смерти своего отца Сё Хаси унаследовал княжеский престол. Сё Хаси признал вассальную зависимость от Минской империи. В 1426 году он отправил в Китай первое посольство под руководством Какинохана, который во время переговоров показал китайским чиновникам прекрасное знание придворного этикета. Минский император Сюаньдэ отправил ответное посольство на Окинаву, пожаловал Хаси фамилию Сё (по-китайски звучит «шань») и титул Лю Чю Ван (король Рюкю). Сё Хаси был признан Китаем единоличным правителем трёх княжеств на Окинаве.
В 1429 году скончался ван Нандзана Таромай (1415? — 1429). Воспользовавшись вспыхнувшей борьбой за власть в княжестве, Сё Хаси вторгся в Нандзан и захватил одноименный замок, столицу княжества. Таким образом, объединив остров Окинава, Сё Хаси основал королевство Рюкю и первую династию Сё. Хаси избрал своей резиденцией замок Сюри.
При Сё Хаси Рюкю имел торговые отношение странами региона ЮВА как Аютия в 1425 году, Палембанг между 1428—1440 годах и с Явой с 1430—1442 годах.
В 1439 году Сё Хаси скончался в возрасте 68 лет. Ему наследовал его второй сын, Сё Тю (1391—1444), 2-й король из первой династии Сё (1439—1444).